# Фоменко, Олег Петрович
Оле́г Петро́вич Фоме́нко (род. 3 августа 1972, Грозный) — советский и российский футболист, тренер.

## Карьера
Начинал карьеру в 1991 году в клубе «Вайнах» Шали. Далее выступал за клубы «Эрзу» Грозный, «Жемчужина» Будённовск. В 1994 году перешёл в ФК «Ингушетия» Назрань, однако следующий сезон начал в ростовском СКА. С 1997 по 2002 годы играл в пермском «Амкаре», где его часто преследовали травмы. В 2000 году стал лучшим футболистом Прикамья. В 2002 году добрался до полуфинала Кубка России, где пермяки уступили ЦСКА. В 2006 году вернулся в «Ангушт», который впервые в своей истории получил право выступать в первом дивизионе. Сезон 2007 года начал в рязанском «Спартаке», но после того, как клуб снялся, перешёл в «Рубин» из Новолокинской, выступавший в чемпионате Краснодарского края. После окончания футбольной карьеры стал тренером ФК «Краснодар». В сезоне 2018/19 — де-юре главный тренер команды в связи с отсутствием у Мурада Мусаева лицензии PRO, позволяющей тренировать клубы премьер-лиги. В июле—октябре 2019 года возглавлял «Краснодар-2».
В январе 2020 года вошёл в тренерский штаб футбольного клуба «Сочи» в качестве тренера.

## Достижения
- Лучший футболист Пермской области: 2000.
- В качестве тренера:
- Краснодар:
- Бронзовый призёр чемпионата России:2014/15; 2018/19
- Финалист Кубка России:2013/14
- Обладатель Кубка «Париматч» Премьер 2019
- Сочи:
- Серебряный призер чемпионата России: 2021/2022
- ЦСКА
- Обладатель Кубка России по футболу: 2022/2023
- Серебряный призер чемпионата России: 2022/2023